# 漿膜
漿膜（しょうまく、serous membrane　もしくは serosa）は、中皮である腹膜、胸膜、心膜などの内面や内臓器官の表面をおおう薄い半透明の膜。特に腹膜に対して用いられることが多い。
表面はなめらかで、漿液を分泌する細胞で構成されている。漿液によって臓器間の摩擦を軽減し、漿膜組織の細胞への栄養代謝を行っている。これらの漿膜が炎症を起こすと、漿膜が覆う各臓器は重篤な機能不全に陥る。